# Lista dei titoli cardinalizi

Stemma di cardinale arcivescovo metropolita (con pallio)

Stemma di cardinale arcivescovo non metropolita (senza pallio)

Stemma di cardinale, vescovo

Stemma di cardinale non insignito della dignità episcopale

I titoli cardinalizi di cui si dà l'elenco in questa pagina (Tituli in latino) sono 262, suddivisi in sedi suburbicarie, titoli e diaconie.

## Titoli dei cardinali vescovi

### Sedi suburbicarie
| Titolo                                     | Chiesa cattedrale           | Cardinale e stemma cardinalizio | Cardinale e stemma cardinalizio |
| ------------------------------------------ | --------------------------- | ------------------------------- | ------------------------------- |
| Sede suburbicaria di Albano                | San Pancrazio               | Luis Antonio Tagle              |                                 |
| Sede suburbicaria di Frascati              | San Pietro                  | Tarcisio Bertone                |                                 |
| Sede suburbicaria di Ostia                 | Santa Aurea                 | Giovanni Battista Re            |                                 |
| Sede suburbicaria di Palestrina            | Sant'Agapito                | José Saraiva Martins            |                                 |
| Sede suburbicaria di Porto-Santa Rufina    | Sacri Cuori di Gesù e Maria | Beniamino Stella                |                                 |
| Sede suburbicaria di Sabina-Poggio Mirteto | Santa Maria Assunta         | Giovanni Battista Re            |                                 |
| Sede suburbicaria di Velletri-Segni        | San Clemente                | Francis Arinze                  |                                 |

### Cardinali patriarchi orientali
Di seguito i patriarchi orientali attualmente investiti della porpora con i rispettivi titoli:
| Titolo patriarcale                  | Cardinale e stemma cardinalizio | Cardinale e stemma cardinalizio |
| ----------------------------------- | ------------------------------- | ------------------------------- |
| Patriarca di Antiochia dei Maroniti | Béchara Boutros Raï             |                                 |
| Patriarca di Baghdad dei Caldei     | Louis Raphaël I Sako            |                                 |

## Titoli presbiterali
| Titolo                                                            | Chiesa sulla quale insiste il titolo                              | Anno d'istituzione  | Cardinale e stemma cardinalizio            | Cardinale e stemma cardinalizio |
| ----------------------------------------------------------------- | ----------------------------------------------------------------- | ------------------- | ------------------------------------------ | ------------------------------- |
| Beata Vergine Maria Addolorata a Piazza Buenos Aires              | Santa Maria Addolorata a Piazza Buenos Aires                      | 1967                | vacante                                    |                                 |
| Beata Vergine Maria del Monte Carmelo a Mostacciano               | Santa Maria del Carmelo                                           | 1988                | Anthony Olubunmi Okogie                    |                                 |
| Gesù Divin Lavoratore                                             | Gesù Divino Lavoratore                                            | 1969                | Christoph Schönborn                        |                                 |
| Gesù Divin Maestro alla Pineta Sacchetti                          | Gesù Divino Maestro                                               | 1969                | Roberto Repole                             |                                 |
| Gran Madre di Dio                                                 | Gran Madre di Dio                                                 | 1965                | Angelo Bagnasco                            |                                 |
| Immacolata al Tiburtino                                           | Santa Maria Immacolata e San Giovanni Berchmans                   | 1969                | Raymundo Damasceno Assis                   |                                 |
| Immacolata Concezione di Maria a Grottarossa                      | Santa Maria Immacolata a Grottarossa                              | 1985                | Wilton Daniel Gregory                      |                                 |
| Natività di Nostro Signore Gesù Cristo a Via Gallia               | Natività di Nostro Signore Gesù Cristo                            | 1969                | Audrys Juozas Bačkis                       |                                 |
| Nostra Signora de La Salette                                      | Nostra Signora de La Salette                                      | 1969                | Polycarp Pengo                             |                                 |
| Nostra Signora del Santissimo Sacramento e Santi Martiri Canadesi | Nostra Signora del Santissimo Sacramento e Santi Martiri Canadesi | 1965                | Patrick D'Rozario                          |                                 |
| Nostra Signora di Guadalupe a Monte Mario                         | Nostra Signora di Guadalupe a Monte Mario                         | 1969                | Timothy Dolan                              |                                 |
| Nostra Signora di Guadalupe e San Filippo Martire in Via Aurelia  | Nostra Signora di Guadalupe e San Filippo in Via Aurelia          | 1991                | Juan Sandoval Íñiguez                      |                                 |
| Preziosissimo Sangue di Nostro Signore Gesù Cristo                | Preziosissimo Sangue di Nostro Signore Gesù Cristo                | 2007                | John Njue                                  |                                 |
| Regina Apostolorum                                                | Santa Maria Regina degli Apostoli alla Montagnola                 | 1965                | John Tong Hon                              |                                 |
| Sant'Agnese fuori le mura                                         | Sant'Agnese fuori le mura                                         | 1654                | Camillo Ruini                              |                                 |
| Sant'Agostino                                                     | Sant'Agostino in Campo Marzio                                     | 1587                | Jean-Pierre Ricard                         |                                 |
| Sant'Alberto Magno                                                | Sant'Alberto Magno                                                | 2016                | Virgílio do Carmo da Silva                 |                                 |
| Santi Ambrogio e Carlo                                            | Santi Ambrogio e Carlo al Corso                                   | 1967                | vacante                                    |                                 |
| Sant'Anastasia                                                    | Sant'Anastasia                                                    | II secolo           | vacante                                    |                                 |
| Sant'Andrea al Quirinale                                          | Sant'Andrea al Quirinale                                          | 1998                | Odilo Pedro Scherer                        |                                 |
| Sant'Andrea della Valle                                           | Sant'Andrea della Valle                                           | 1960                | Dieudonné Nzapalainga                      |                                 |
| Sant'Andrea delle Fratte                                          | Sant'Andrea delle Fratte                                          | 1960                | Ennio Antonelli                            |                                 |
| Santi Andrea e Gregorio al Monte Celio                            | San Gregorio al Celio                                             | 1839                | Francesco Montenegro                       |                                 |
| Sant'Angela Merici                                                | Sant'Angela Merici                                                | 2014                | Sigitas Tamkevičius                        |                                 |
| Sant'Antonio da Padova in Via Merulana                            | Sant'Antonio da Padova all'Esquilino                              | 1960                | Américo Manuel Alves Aguiar                |                                 |
| Sant'Antonio da Padova in Via Tuscolana                           | Santi Antonio di Padova e Annibale Maria                          | 1973                | Jean Zerbo                                 |                                 |
| Sant'Antonio in Campo Marzio                                      | Sant'Antonio dei Portoghesi                                       | 2001                | Manuel José Macário do Nascimento Clemente |                                 |
| Santi Aquila e Priscilla                                          | Santi Aquila e Priscilla                                          | 1994                | Juan de la Caridad García Rodríguez        |                                 |
| Sant'Atanasio                                                     | Sant'Atanasio                                                     | 1962                | Lucian Mureșan                             |                                 |
| Sant'Atanasio a Via Tiburtina                                     | Sant'Atanasio a Via Tiburtina                                     | 1991                | Gabriel Zubeir Wako                        |                                 |
| Santa Balbina                                                     | Santa Balbina                                                     | V secolo            | vacante                                    |                                 |
| San Bartolomeo all'Isola                                          | San Bartolomeo all'Isola                                          | 1517                | Blase Cupich                               |                                 |
| Santa Bernadette Soubirous                                        | Chiesa di Santa Bernadette Soubirous                              | 2023                | Ángel Sixto Rossi                          |                                 |
| San Bernardo alle Terme Diocleziane                               | San Bernardo alle Terme                                           | 1670                | George Alencherry                          |                                 |
| San Bonaventura da Bagnoregio                                     | San Bonaventura da Bagnoregio                                     | 2018                | Joseph Coutts                              |                                 |
| Santi Bonifacio e Alessio                                         | Santi Bonifacio e Alessio                                         | 1587                | Paulo Cezar Costa                          |                                 |
| San Callisto                                                      | San Callisto                                                      | 1517                | Willem Jacobus Eĳk                         |                                 |
| San Camillo de Lellis agli Orti Sallustiani                       | San Camillo de Lellis                                             | 1965                | Juan Luis Cipriani Thorne                  |                                 |
| Santa Cecilia                                                     | Santa Cecilia in Trastevere                                       | IV secolo           | Gualtiero Bassetti                         |                                 |
| Santa Chiara a Vigna Clara                                        | Santa Chiara a Vigna Clara                                        | 1969                | Vinko Puljić                               |                                 |
| Santi Cirillo e Metodio                                           | Santi Cirillo e Metodio                                           | 2023                | Grzegorz Ryś                               |                                 |
| San Clemente                                                      | San Clemente al Laterano                                          | V secolo            | Arrigo Miglio                              |                                 |
| San Corbiniano                                                    | San Corbiniano                                                    | 2010                | Reinhard Marx                              |                                 |
| San Crisogono                                                     | San Crisogono                                                     | 112                 | Andrew Yeom Soo-jung                       |                                 |
| Santa Croce in Gerusalemme                                        | Santa Croce in Gerusalemme                                        | 600                 | Juan José Omella y Omella                  |                                 |
| Santa Croce in Via Flaminia                                       | Santa Croce a Via Flaminia                                        | 1965                | Sérgio da Rocha                            |                                 |
| Sacri Cuori di Gesù e Maria a Tor Fiorenza                        | Sacri Cuori di Gesù e Maria                                       | 2015                | Edoardo Menichelli                         |                                 |
| Sacro Cuore di Gesù agonizzante a Vitinia                         | Sacro Cuore di Gesù agonizzante                                   | 1969                | Jean-Paul Vesco                            |                                 |
| Sacro Cuore di Maria                                              | Sacro Cuore Immacolato di Maria                                   | 1965                | Julius Riyadi Darmaatmadja                 |                                 |
| Santi XII Apostoli                                                | Santi XII Apostoli                                                | 112                 | Angelo Scola                               |                                 |
| Santa Dorotea                                                     | Santa Dorotea                                                     | 2014                | Jorge Enrique Jiménez Carvajal             |                                 |
| Sant'Egidio                                                       | Chiesa di Sant'Egidio                                             | 2019                | Matteo Maria Zuppi                         |                                 |
| Santa Emerenziana a Tor Fiorenza                                  | Santa Emerenziana                                                 | 1973                | Jean-Pierre Kutwa                          |                                 |
| Sant'Eusebio                                                      | Sant'Eusebio                                                      | V secolo            | Daniel DiNardo                             |                                 |
| Santi Fabiano e Venanzio a Villa Fiorelli                         | Santi Fabiano e Venanzio                                          | 1973                | Carlos Aguiar Retes                        |                                 |
| Sacra Famiglia di Nazareth a Centocelle                           | Sacra Famiglia di Nazareth                                        | 2024                | Luis Gerardo Cabrera Herrera               |                                 |
| San Felice da Cantalice a Centocelle                              | San Felice da Cantalice                                           | 1969                | vacante                                    |                                 |
| San Francesco d'Assisi a Ripa Grande                              | San Francesco a Ripa                                              | 1960                | Norberto Rivera Carrera                    |                                 |
| San Francesco d'Assisi ad Acilia                                  | San Francesco d'Assisi ad Acilia                                  | 2001                | Wilfrid Fox Napier                         |                                 |
| San Frumenzio ai Prati Fiscali                                    | San Frumenzio ai Prati Fiscali                                    | 1988                | Robert Walter McElroy                      |                                 |
| San Gabriele Arcangelo all'Acqua Traversa                         | San Gabriele Arcangelo                                            | 1988                | Fridolin Ambongo Besungu                   |                                 |
| San Gabriele dell'Addolorata                                      | San Gabriele dell'Addolorata                                      | 2015                | Júlio Duarte Langa                         |                                 |
| San Gaetano                                                       | San Gaetano                                                       | 2023                | Diego Rafael Padrón Sánchez                |                                 |
| Santa Galla                                                       | Santa Galla                                                       | 2015                | Daniel Fernando Sturla Berhouet            |                                 |
| Santa Gemma Galgani                                               | Santa Gemma Galgani                                               | 2023                | Stephen Ameyu Martin Mulla                 |                                 |
| San Gerardo Maiella                                               | San Gerardo Maiella                                               | 1994                | Rubén Salazar Gómez                        |                                 |
| San Giacomo in Augusta                                            | San Giacomo in Augusta                                            | 2014                | Chibly Langlois                            |                                 |
| San Gioacchino ai Prati di Castello                               | San Gioacchino in Prati                                           | 1960                | Leopoldo José Brenes Solórzano             |                                 |
| Santi Gioacchino e Anna al Tuscolano                              | Santi Gioacchino e Anna                                           | 1988                | Toribio Porco Ticona                       |                                 |
| Santa Giovanna Antida Thouret                                     | Santa Giovanna Antida Thouret                                     | 2024                | Dominique Joseph Mathieu                   |                                 |
| San Giovanni a Porta Latina                                       | San Giovanni a Porta Latina                                       | 1517                | Adalberto Martínez Flores                  |                                 |
| San Giovanni Battista dei Fiorentini                              | San Giovanni dei Fiorentini                                       | 1960                | Giuseppe Petrocchi                         |                                 |
| San Giovanni Battista de La Salle                                 | San Giovanni Battista de La Salle                                 | 2023                | Stephen Chow Sau-yan                       |                                 |
| San Giovanni Battista de' Rossi                                   | San Giovanni Battista de' Rossi                                   | 1969                | John Ribat                                 |                                 |
| San Giovanni Crisostomo a Monte Sacro Alto                        | San Giovanni Crisostomo                                           | 1969                | Jean-Claude Hollerich                      |                                 |
| Santi Giovanni e Paolo                                            | Santi Giovanni e Paolo (Titulus Pammachii o Byzantii)             | V secolo            | Jozef De Kesel                             |                                 |
| San Giovanni Evangelista a Spinaceto                              | San Giovanni Evangelista a Spinaceto                              | 1985                | Álvaro Leonel Ramazzini Imeri              |                                 |
| Santi Giovanni Evangelista e Petronio                             | Santi Giovanni Evangelista e Petronio                             | 1985                | Baltazar Enrique Porras Cardozo            |                                 |
| San Giovanni Leonardi                                             | Chiesa di San Giovanni Leonardi                                   | 2024                | Tarcisius Isao Kikuchi                     |                                 |
| San Giovanni Maria Vianney                                        | San Giovanni Maria Vianney                                        | 2012                | Rainer Maria Woelki                        |                                 |
| San Girolamo a Corviale                                           | San Girolamo a Corviale                                           | 2015                | Luis Héctor Villalba                       |                                 |
| San Girolamo dei Croati                                           | San Girolamo dei Croati                                           | 1566                | Josip Bozanić                              |                                 |
| San Giuda Taddeo Apostolo                                         | San Giuda Taddeo Apostolo                                         | 2020                | Giorgio Marengo                            |                                 |
| San Giuseppe all'Aurelio                                          | San Giuseppe all'Aurelio                                          | 1991                | Gérald Cyprien Lacroix                     |                                 |
| San Giuseppe da Copertino                                         | San Giuseppe da Copertino                                         | 2015                | José Luis Lacunza Maestrojuán              |                                 |
| San Giustino                                                      | San Giustino                                                      | 2003                | Jean-Baptiste Pham Minh Mân                |                                 |
| San Gregorio Barbarigo alle Tre Fontane                           | San Gregorio Barbarigo                                            | 1973                | Désiré Tsarahazana                         |                                 |
| San Gregorio Magno alla Magliana Nuova                            | San Gregorio Magno                                                | 2001                | Jaime Spengler                             |                                 |
| San Gregorio VII                                                  | San Gregorio VII                                                  | 1969                | Isaac Cleemis Thottunkal                   |                                 |
| Sant'Ippolito                                                     | Sant'Ippolito                                                     | 2015                | John Atcherley Dew                         |                                 |
| Sant'Ireneo a Centocelle                                          | Sant'Ireneo                                                       | 2015                | Charles Bo                                 |                                 |
| San Leonardo da Porto Maurizio ad Acilia                          | San Leonardo da Porto Maurizio                                    | 2016                | Leonardo Ulrich Steiner                    |                                 |
| San Leone I                                                       | San Leone I                                                       | 1965                | Cristóbal López Romero                     |                                 |
| San Liborio                                                       | San Liborio                                                       | 2001                | Peter Turkson                              |                                 |
| San Lorenzo in Damaso                                             | San Lorenzo in Damaso                                             | IV secolo           | Antonio María Rouco Varela                 |                                 |
| San Lorenzo in Lucina                                             | San Lorenzo in Lucina                                             | 112                 | Albert Malcolm Ranjith Patabendige Don     |                                 |
| San Lorenzo in Panisperna                                         | San Lorenzo in Panisperna                                         | 1517                | Michael Michai Kitbunchu                   |                                 |
| San Luca a Via Prenestina                                         | San Luca Evangelista                                              | 1969                | Luis José Rueda Aparicio                   |                                 |
| Santa Lucia a Piazza d'Armi                                       | Santa Lucia                                                       | 1973                | Théodore-Adrien Sarr                       |                                 |
| San Luigi dei Francesi                                            | San Luigi dei Francesi                                            | 1967                | vacante                                    |                                 |
| San Luigi Grignion de Montfort                                    | San Luigi Grignion de Montfort                                    | 1991                | Felipe Arizmendi Esquivel                  |                                 |
| Santi Marcellino e Pietro                                         | Santi Marcellino e Pietro al Laterano                             | II o III secolo     | Dominik Duka                               |                                 |
| San Marcello                                                      | San Marcello al Corso                                             | 304                 | Giuseppe Betori                            |                                 |
| San Marco                                                         | San Marco Evangelista al Campidoglio                              | 336                 | Angelo De Donatis                          |                                 |
| San Marco in Agro Laurentino                                      | San Marco Evangelista in Agro Laurentino                          | 1973                | Domenico Battaglia                         |                                 |
| Santa Maria Addolorata                                            | Chiesa di Santa Maria Addolorata                                  | 2015                | Francis Xavier Kriengsak Kovithavanij      |                                 |
| Santa Maria ai Monti                                              | Santa Maria ai Monti                                              | 1960                | Jean-Marc Aveline                          |                                 |
| Santa Maria Assunta e San Giuseppe a Primavalle                   | Santa Maria Assunta e San Giuseppe a Primavalle                   | 2024                | Baldassare Reina                           |                                 |
| Santa Maria Causa Nostrae Laetitiae                               | Chiesa di Santa Maria Causa Nostrae Laetitiae                     | 2023                | Sebastian Francis                          |                                 |
| Santa Maria Consolatrice al Tiburtino                             | Santa Maria Consolatrice al Tiburtino                             | 1969                | Philippe Nakellentuba Ouédraogo            |                                 |
| Santa Maria degli Angeli                                          | Santa Maria degli Angeli e dei Martiri                            | 1565                | Anders Arborelius                          |                                 |
| Santa Maria del Buon Consiglio                                    | Santa Maria del Buon Consiglio                                    | 2020                | Augusto Paolo Lojudice                     |                                 |
| Santa Maria della Pace                                            | Santa Maria della Pace                                            | 1587                | Francisco Javier Errázuriz Ossa            |                                 |
| Santa Maria della Presentazione                                   | Santa Maria della Presentazione                                   | 2007                | Francisco Robles Ortega                    |                                 |
| Santa Maria della Salute a Primavalle                             | Santa Maria della Salute a Primavalle                             | 1969                | Francis Leo                                |                                 |
| Santa Maria della Speranza                                        | Santa Maria della Speranza                                        | 2001                | Óscar Rodríguez Maradiaga                  |                                 |
| Santa Maria della Vittoria                                        | Santa Maria della Vittoria                                        | 1801                | Sean Patrick O'Malley                      |                                 |
| Santa Maria delle Grazie a Casal Boccone                          | Santa Maria delle Grazie a Casal Boccone                          | 2024                | Carlos Castillo Mattasoglio                |                                 |
| Santa Maria delle Grazie a Via Trionfale                          | Santa Maria delle Grazie al Trionfale                             | 1985                | Joseph William Tobin                       |                                 |
| Santa Maria del Popolo                                            | Santa Maria del Popolo                                            | 1587                | Stanisław Dziwisz                          |                                 |
| Santa Maria Domenica Mazzarello                                   | Santa Maria Domenica Mazzarello                                   | 2001                | Stephen Brislin                            |                                 |
| Santa Maria Immacolata di Lourdes a Boccea                        | Santa Maria Immacolata di Lourdes                                 | 1985                | François-Xavier Bustillo                   |                                 |
| Santa Maria in Ara Coeli                                          | Santa Maria in Aracoeli                                           | 1517                | Salvatore De Giorgi                        |                                 |
| Santa Maria in Monserrato degli Spagnoli                          | Santa Maria di Monserrato                                         | 2003                | José Cobo Cano                             |                                 |
| Santa Maria in Montesanto                                         | Santa Maria in Montesanto                                         | 2023                | Protase Rugambwa                           |                                 |
| Santa Maria in Traspontina                                        | Santa Maria in Transpontina                                       | 1587                | Marc Ouellet                               |                                 |
| Santa Maria in Trastevere                                         | Santa Maria in Trastevere                                         | 112                 | Carlos Osoro Sierra                        |                                 |
| Santa Maria in Vallicella                                         | Santa Maria in Vallicella (Chiesa Nuova)                          | 1937                | Ricardo Blázquez Pérez                     |                                 |
| Santa Maria in Via                                                | Santa Maria in Via                                                | 1551                | Filipe Neri Ferrão                         |                                 |
| Santa Maria Maddalena in Campo Marzio                             | Santa Maria Maddalena in Campo Marzio                             | 2024                | Vicente Bokalic Iglic                      |                                 |
| Santa Maria Madre della Provvidenza a Monte Verde                 | Santa Maria Madre della Provvidenza                               | 1969                | Orani João Tempesta                        |                                 |
| Santa Maria Madre del Redentore a Tor Bella Monaca                | Santa Maria Madre del Redentore                                   | 1988                | Joseph Zen Ze-kiun                         |                                 |
| Santa Maria Nuova                                                 | Santa Maria Nuova                                                 | 1887                | Péter Erdő                                 |                                 |
| Santa Maria "Regina Mundi" a Torre Spaccata                       | Santa Maria Regina Mundi                                          | 1988                | Orlando Beltran Quevedo                    |                                 |
| Santa Maria "Regina Pacis" a Monte Verde                          | Santa Maria Regina Pacis                                          | 1969                | Oscar Cantoni                              |                                 |
| Santa Maria "Regina Pacis" in Ostia mare                          | Santa Maria Regina Pacis di Ostia                                 | 1973                | William Goh Seng Chye                      |                                 |
| Santa Maria sopra Minerva                                         | Santa Maria sopra Minerva                                         | 1557                | António Augusto dos Santos Marto           |                                 |
| Santa Maria Stella Maris                                          | Santa Maria Stella Maris                                          | 2024                | Ladislav Német                             |                                 |
| Santi Mario e Compagni Martiri                                    | Santi Mario e Compagni Martiri                                    | 2024                | Ignace Bessi Dogbo                         |                                 |
| Santi Martiri dell'Uganda a Poggio Ameno                          | Santi Martiri dell'Uganda a Poggio Ameno                          | 1988                | Peter Ebere Okpaleke                       |                                 |
| San Mauro Abate                                                   | San Mauro Abate                                                   | 2024                | Fernando Natalio Chomalí Garib             |                                 |
| Santi Nereo e Achilleo                                            | Santi Nereo e Achilleo (Titulus Fasciolae)                        | 112                 | Celestino Aós Braco                        |                                 |
| Santissimo Nome di Maria a Via Latina                             | Santissimo Nome di Maria                                          | 1985                | Gaudencio Rosales                          |                                 |
| Sant'Onofrio                                                      | Sant'Onofrio al Gianicolo                                         | 1587                | Pierbattista Pizzaballa                    |                                 |
| San Pancrazio fuori le mura                                       | San Pancrazio                                                     | 1517                | Antonio Cañizares Llovera                  |                                 |
| Santa Paola Romana                                                | Santa Paola Romana                                                | 2015                | Soane Patita Paini Mafi                    |                                 |
| San Paolo della Croce a Corviale                                  | San Paolo della Croce                                             | 1985                | Oswald Gracias                             |                                 |
| San Patrizio                                                      | San Patrizio a Villa Ludovisi                                     | 1965                | Thomas Christopher Collins                 |                                 |
| San Pietro in Montorio                                            | San Pietro in Montorio                                            | 1587                | James Francis Stafford                     |                                 |
| San Pietro in Vincoli                                             | San Pietro in Vincoli                                             | 490                 | Donald William Wuerl                       |                                 |
| Santi Pietro e Paolo a Via Ostiense                               | Santi Pietro e Paolo                                              | 1965                | Pedro Ricardo Barreto Jimeno               |                                 |
| San Pio X alla Balduina                                           | San Pio X                                                         | 1969                | Nicolás de Jesús López Rodríguez           |                                 |
| San Policarpo                                                     | San Policarpo                                                     | 2015                | Alberto Suárez Inda                        |                                 |
| Santa Prassede                                                    | Santa Prassede                                                    | 112                 | Paul Poupard                               |                                 |
| Santa Prisca                                                      | Santa Prisca                                                      | II secolo           | Justin Francis Rigali                      |                                 |
| Santi Protomartiri a Via Aurelia Antica                           | Santi Protomartiri Romani                                         | 1969                | Anthony Poola                              |                                 |
| Santa Pudenziana                                                  | Santa Pudenziana                                                  | 112                 | Thomas Aquinas Manyo Maeda                 |                                 |
| Santi Quattro Coronati                                            | Santi Quattro Coronati                                            | V secolo            | Roger Michael Mahony                       |                                 |
| Santi Quirico e Giulitta                                          | Santi Quirico e Giulitta                                          | 1587                | Seán Baptist Brady                         |                                 |
| Santissimo Redentore a Val Melaina                                | Santissimo Redentore                                              | 1994                | Ricardo Ezzati Andrello                    |                                 |
| Santissimo Redentore e Sant'Alfonso in Via Merulana               | Sant'Alfonso all'Esquilino                                        | 1960                | Vincent Nichols                            |                                 |
| San Roberto Bellarmino                                            | San Roberto Bellarmino                                            | 1969                | Mario Aurelio Poli                         |                                 |
| San Romano Martire                                                | San Romano martire                                                | 2015                | Berhaneyesus Souraphiel                    |                                 |
| Santa Sabina                                                      | Santa Sabina                                                      | 423                 | vacante                                    |                                 |
| San Saturnino                                                     | San Saturnino                                                     | 2003                | John Olorunfemi Onaiyekan                  |                                 |
| San Sebastiano alle Catacombe                                     | San Sebastiano fuori le mura                                      | 1960                | Lluís Martínez Sistach                     |                                 |
| Santi Silvestro e Martino ai Monti                                | San Martino ai Monti                                              | 314                 | Kazimierz Nycz                             |                                 |
| San Silvestro in Capite                                           | San Silvestro in Capite                                           | 1517                | Louis-Marie Ling Mangkhanekhoun            |                                 |
| Santa Silvia                                                      | Santa Silvia                                                      | 2001                | Jānis Pujats                               |                                 |
| Santi Simone e Giuda Taddeo a Torre Angela                        | Santi Simone e Giuda Taddeo a Torre Angela                        | 2014                | Pietro Parolin                             |                                 |
| San Sisto                                                         | San Sisto Vecchio                                                 | V o VI secolo       | Antoine Kambanda                           |                                 |
| Santa Sofia a Via Boccea                                          | Santa Sofia                                                       | 1988                | Mykola Byčok                               |                                 |
| Santo Stefano al Monte Celio                                      | Santo Stefano Rotondo                                             | V secolo            | Friedrich Wetter                           |                                 |
| Santa Susanna                                                     | Santa Susanna                                                     | tra il 102 e il 112 | vacante                                    |                                 |
| Santa Teresa al Corso d'Italia                                    | Santa Teresa d'Avila                                              | 1962                | Maurice Piat                               |                                 |
| San Timoteo                                                       | San Timoteo                                                       | 2015                | Arlindo Gomes Furtado                      |                                 |
| San Tommaso Apostolo                                              | San Tommaso Apostolo                                              | 2015                | Pierre Nguyên Văn Nhon                     |                                 |
| Santissima Trinità al Monte Pincio                                | Trinità dei Monti                                                 | 1587                | Philippe Barbarin                          |                                 |
| Santissimo Sacramento a Tor de' Schiavi                           | Santissimo Sacramento a Tor de' Schiavi                           | 2017                | Gregorio Rosa Chávez                       |                                 |
| Sant'Ugo                                                          | Sant'Ugo                                                          | 1994                | Emmanuel Wamala                            |                                 |
| San Vigilio                                                       | San Vigilio                                                       | 2020                | Jose Fuerte Advincula                      |                                 |
| Santi Vitale, Valeria, Gervasio e Protasio                        | Santi Vitale e Compagni Martiri in Fovea (Titulus Vestinae)       | V secolo            | Adam Joseph Maida                          |                                 |
| Spirito Santo alla Ferratella                                     | Spirito Santo alla Ferratella                                     | 1988                | Ignatius Suharyo Hardjoatmodjo             |                                 |
| Trasfigurazione di Nostro Signore Gesù Cristo                     | Trasfigurazione di Nostro Signore Gesù Cristo                     | 2001                | Pablo Virgilio Siongco David               |                                 |

## Diaconie
| Titolo                                                         | Chiesa sulla quale insiste il titolo               | Anno d'istituzione | Cardinale e stemma cardinalizio                              | Cardinale e stemma cardinalizio |
| -------------------------------------------------------------- | -------------------------------------------------- | ------------------ | ------------------------------------------------------------ | ------------------------------- |
| Annunciazione della Beata Vergine Maria a Via Ardeatina        | Santissima Annunziata a Via Ardeatina              | 1965               | Domenico Calcagno (titolo presbiterale pro hac vice)         |                                 |
| Dio Padre misericordioso                                       | Dio Padre misericordioso                           | 2001               | Crescenzio Sepe (titolo presbiterale pro hac vice)           |                                 |
| Gesù Buon Pastore alla Montagnola                              | Gesù Buon Pastore                                  | 1985               | Lazarus You Heung-sik                                        |                                 |
| Nostra Signora del Sacro Cuore                                 | Nostra Signora del Sacro Cuore                     | 1965               | Kurt Koch (titolo presbiterale pro hac vice)                 |                                 |
| Nostra Signora di Coromoto in San Giovanni di Dio              | Nostra Signora di Coromoto                         | 1985               | Fernando Filoni                                              |                                 |
| Ognissanti in Via Appia Nuova                                  | Ognissanti                                         | 1969               | Walter Kasper (titolo presbiterale pro hac vice)             |                                 |
| Sant'Agata dei Goti                                            | Sant'Agata dei Goti                                | IX secolo          | Raymond Leo Burke (titolo presbiterale pro hac vice)         |                                 |
| Sant'Agnese in Agone                                           | Sant'Agnese in Agone                               | 1998               | Gerhard Ludwig Müller (titolo presbiterale pro hac vice)     |                                 |
| Sant'Ambrogio della Massima                                    | Sant'Ambrogio della Massima                        | 2023               | Claudio Gugerotti                                            |                                 |
| Sant'Angelo in Pescheria                                       | Sant'Angelo in Pescheria                           | 755                | vacante                                                      |                                 |
| Santi Angeli Custodi a Città Giardino                          | Santi Angeli Custodi                               | 1965               | Angelo Acerbi                                                |                                 |
| Sant'Anselmo all'Aventino                                      | Sant'Anselmo all'Aventino                          | 1985               | Lorenzo Baldisseri (titolo presbiterale pro hac vice)        |                                 |
| Sant'Antonio di Padova a Circonvallazione Appia                | Sant'Antonio di Padova alla Circonvallazione Appia | 2012               | George Jacob Koovakad                                        |                                 |
| Sant'Apollinare alle Terme Neroniane-Alessandrine              | Sant'Apollinare                                    | 1929               | Raniero Cantalamessa                                         |                                 |
| San Benedetto fuori Porta San Paolo                            | San Benedetto                                      | 1988               | Christophe Pierre                                            |                                 |
| Santi Biagio e Carlo ai Catinari                               | San Carlo ai Catinari                              | 1959               | Leonardo Sandri                                              |                                 |
| San Cesareo in Palatio                                         | San Cesareo de Appia                               | 1600               | Antonio Maria Vegliò (titolo presbiterale pro hac vice)      |                                 |
| Santi Cosma e Damiano                                          | Santi Cosma e Damiano                              | VIII secolo        | Mario Grech                                                  |                                 |
| Sacro Cuore di Cristo Re                                       | Sacro Cuore di Cristo Re                           | 1965               | Stanisław Ryłko (titolo presbiterale pro hac vice)           |                                 |
| Sacro Cuore di Gesù a Castro Pretorio                          | Sacro Cuore di Gesù                                | 1965               | Giuseppe Versaldi (titolo presbiterale pro hac vice)         |                                 |
| San Domenico di Guzman                                         | San Domenico di Guzman                             | 2012               | Manuel Monteiro de Castro (titolo presbiterale pro hac vice) |                                 |
| Santi Domenico e Sisto                                         | Santi Domenico e Sisto                             | 2003               | José Tolentino de Mendonça                                   |                                 |
| Sant'Elena fuori Porta Prenestina                              | Sant'Elena                                         | 1985               | João Braz de Aviz (titolo presbiterale pro hac vice)         |                                 |
| Sant'Eugenio                                                   | Sant'Eugenio                                       | 1960               | Julián Herranz Casado (titolo presbiterale pro hac vice)     |                                 |
| Sant'Eustachio                                                 | Sant'Eustachio                                     | 600 ca.            | Rolandas Makrickas                                           |                                 |
| San Filippo Neri in Eurosia                                    | San Filippo Neri in Eurosia                        | 1967               | Fabio Baggio                                                 |                                 |
| San Francesco di Paola ai Monti                                | San Francesco di Paola                             | 1967               | vacante                                                      |                                 |
| San Francesco Saverio alla Garbatella                          | San Francesco Saverio alla Garbatella              | 2001               | Franc Rodé (titolo presbiterale pro hac vice)                |                                 |
| San Giorgio in Velabro                                         | San Giorgio in Velabro                             | 590                | Gianfranco Ravasi (titolo presbiterale pro hac vice)         |                                 |
| San Giovanni Bosco in via Tuscolana                            | San Giovanni Bosco                                 | 1965               | Robert Sarah (titolo presbiterale pro hac vice)              |                                 |
| San Giovanni della Pigna                                       | San Giovanni della Pigna                           | 1985               | Raffaele Farina (titolo presbiterale pro hac vice)           |                                 |
| San Girolamo della Carità                                      | San Girolamo della Carità                          | 1965               | vacante                                                      |                                 |
| San Giuliano dei Fiamminghi                                    | San Giuliano dei Fiamminghi                        | 1994               | Walter Brandmüller (titolo presbiterale pro hac vice)        |                                 |
| San Giuliano Martire                                           | San Giuliano Martire                               | 2012               | Kevin Joseph Farrell                                         |                                 |
| San Giuseppe dei Falegnami                                     | San Giuseppe dei Falegnami                         | 2012               | Francesco Coccopalmerio (titolo presbiterale pro hac vice)   |                                 |
| San Giuseppe in Via Trionfale                                  | San Giuseppe al Trionfale                          | 1967               | Emil Paul Tscherrig                                          |                                 |
| Sant'Ignazio di Loyola a Campo Marzio                          | Sant'Ignazio di Loyola in Campo Marzio             | 1991               | Luis Francisco Ladaria Ferrer                                |                                 |
| San Lino                                                       | San Lino                                           | 2007               | Giovanni Angelo Becciu                                       |                                 |
| San Lorenzo in Piscibus                                        | San Lorenzo in Piscibus                            | 2007               | vacante                                                      |                                 |
| Santa Lucia del Gonfalone                                      | Santa Lucia del Gonfalone                          | 2003               | Aquilino Bocos Merino                                        |                                 |
| Santa Maria Ausiliatrice in via Tuscolana                      | Santa Maria Ausiliatrice                           | 1967               | Ángel Fernández Artime                                       |                                 |
| Santa Maria del Divino Amore a Castel di Leva                  | Santa Maria del Divino Amore a Castel di Leva      | 2020               | Enrico Feroci                                                |                                 |
| Santa Maria della Mercede e Sant'Adriano a Villa Albani        | Santa Maria della Mercede e Sant'Adriano           | 1967               | Fernando Vérgez Alzaga                                       |                                 |
| Santa Maria della Scala                                        | Santa Maria della Scala                            | 1664               | Ernest Simoni                                                |                                 |
| Santa Maria delle Grazie alle Fornaci fuori Porta Cavalleggeri | Santa Maria delle Grazie alle Fornaci              | 1985               | Mario Zenari                                                 |                                 |
| Santa Maria Goretti                                            | Santa Maria Goretti                                | 2012               | Agostino Marchetto                                           |                                 |
| Santa Maria Immacolata all'Esquilino                           | Santa Maria Immacolata all'Esquilino               | 2018               | Konrad Krajewski                                             |                                 |
| Santa Maria in Aquiro                                          | Santa Maria in Aquiro                              | 678                | vacante                                                      |                                 |
| Santa Maria in Cosmedin                                        | Santa Maria in Cosmedin                            | 600 ca.            | vacante                                                      |                                 |
| Santa Maria in Domnica                                         | Santa Maria in Domnica                             | 678                | Marcello Semeraro                                            |                                 |
| Santa Maria in Portico                                         | Santa Maria in Portico in Campitelli               | 590 ca.            | Michael Louis Fitzgerald                                     |                                 |
| Santa Maria in Via Lata                                        | Santa Maria in Via Lata                            | 250 ca.            | Fortunato Frezza                                             |                                 |
| Santa Maria Liberatrice a Monte Testaccio                      | Santa Maria Liberatrice                            | 1965               | Giovanni Lajolo (titolo presbiterale pro hac vice)           |                                 |
| Santa Maria Odigitria dei Siciliani                            | Santa Maria d'Itria                                | 1973               | Paolo Romeo (titolo presbiterale pro hac vice)               |                                 |
| San Michele Arcangelo                                          | San Michele Arcangelo a Pietralata                 | 1965               | Michael Czerny                                               |                                 |
| Santa Monica                                                   | Santa Monica                                       | 2023               | vacante                                                      |                                 |
| San Nicola in Carcere                                          | San Nicola in Carcere                              | 731                | Silvano Maria Tomasi                                         |                                 |
| Santissimo Nome di Gesù                                        | Chiesa del Gesù                                    | 1965               | Gianfranco Ghirlanda                                         |                                 |
| Santissimo Nome di Maria al Foro Traiano                       | Santissimo Nome di Maria al Foro Traiano           | 1969               | Mauro Gambetti                                               |                                 |
| Santissimi Nomi di Gesù e Maria in via Lata                    | Gesù e Maria                                       | 1967               | Timothy Radcliffe                                            |                                 |
| San Paolo alla Regola                                          | San Paolo alla Regola                              | 1946               | Francesco Monterisi (titolo presbiterale pro hac vice)       |                                 |
| San Paolo alle Tre Fontane                                     | San Paolo alle Tre Fontane                         | 2010               | Mauro Piacenza (titolo presbiterale pro hac vice)            |                                 |
| San Pier Damiani ai Monti di San Paolo                         | San Pier Damiani                                   | 1973               | Agostino Vallini (titolo presbiterale pro hac vice)          |                                 |
| San Pio V a Villa Carpegna                                     | San Pio V                                          | 1973               | James Michael Harvey (titolo presbiterale pro hac vice)      |                                 |
| San Ponziano                                                   | San Ponziano                                       | 2007               | Santos Abril y Castelló (titolo presbiterale pro hac vice)   |                                 |
| San Saba                                                       | San Saba                                           | 1959               | Arthur Roche                                                 |                                 |
| San Salvatore in Lauro                                         | San Salvatore in Lauro                             | 2007               | Angelo Comastri (titolo presbiterale pro hac vice)           |                                 |
| San Sebastiano al Palatino                                     | San Sebastiano al Palatino                         | 1973               | Edwin Frederick O'Brien (titolo presbiterale pro hac vice)   |                                 |
| Santo Spirito in Sassia                                        | Santo Spirito in Sassia                            | 1991               | Dominique Mamberti                                           |                                 |
| Santi Urbano e Lorenzo a Prima Porta                           | Santi Urbano e Lorenzo                             | 1994               | Víctor Manuel Fernández                                      |                                 |
| Santi Vito, Modesto e Crescenzia                               | Santi Vito e Modesto                               | IX secolo          | Giuseppe Bertello (titolo presbiterale pro hac vice)         |                                 |

## Lista dei titoli e delle diaconie soppressi

### Titoli
| Sant'Apollinare                    |
| Santa Barbara                      |
| San Biagio dell'Anello             |
| San Caio                           |
| San Carlo ai Catinari              |
| San Carlo al Corso                 |
| San Ciriaco alle Terme Diocleziane |
| Santa Crescenziana                 |
| Santa Emiliana                     |
| Sant'Eufemia                       |
| San Matteo in Merulana             |
| San Nicola fra le Immagini         |
| San Nicomede in Via Nomentana      |
| San Simeone profeta                |
| San Tommaso in Parione             |
| San Trifone                        |
| Tigridae                           |

### Diaconie
| Sant'Adriano al Foro            |
| San Bonifacio                   |
| San Giovanni Battista Decollato |
| Santa Lucia in Septisolio       |
| Santa Lucia in Silice           |
| Santa Maria ad Martyres         |
| Santa Maria Antiqua             |
| Santa Maria in Portico Octaviae |
| Santa Maria Nuova               |
| Sant'Onofrio                    |
| Santi Sergio e Bacco            |
| San Teodoro                     |